# グルジア県

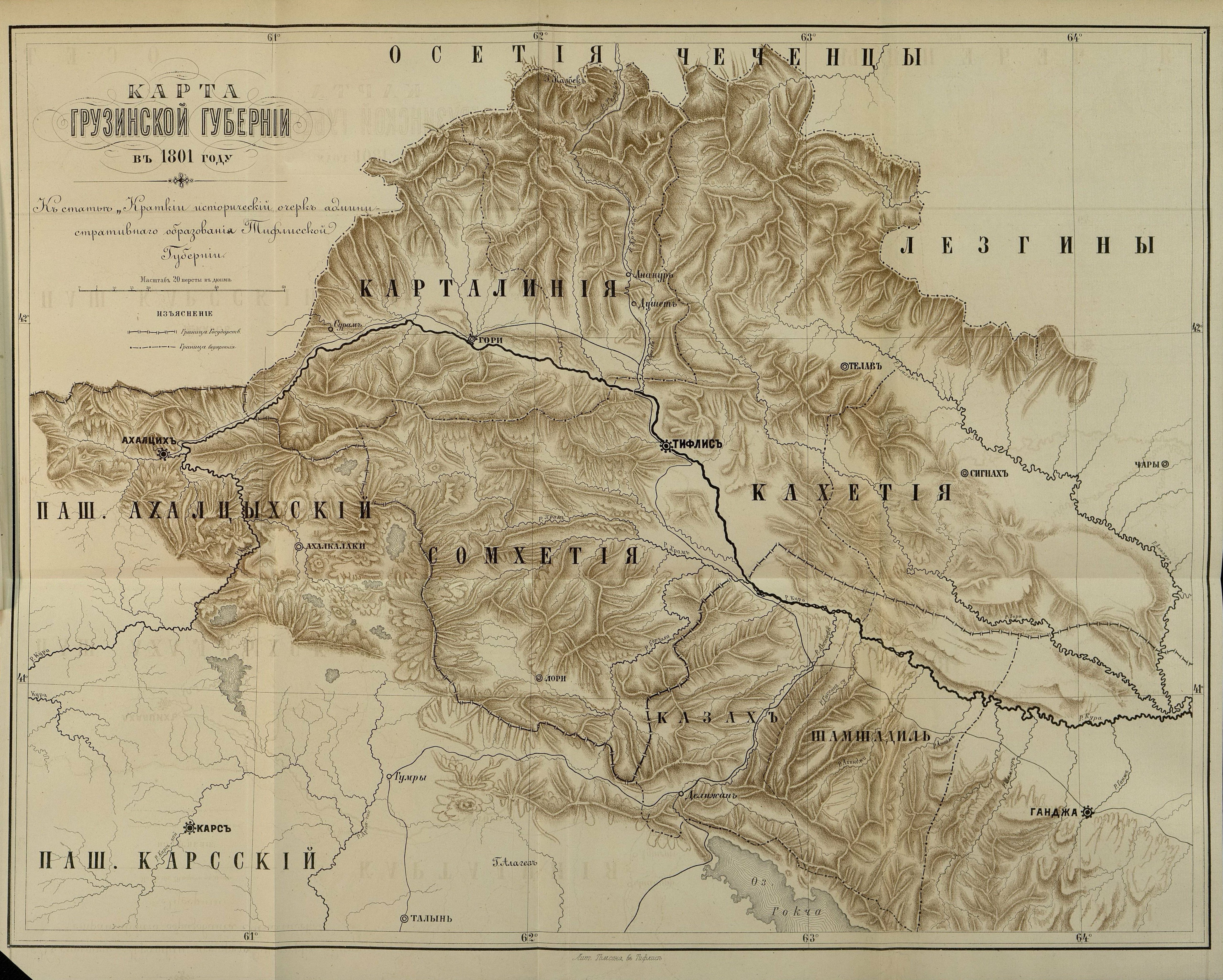
1801年のグルジア県の地図

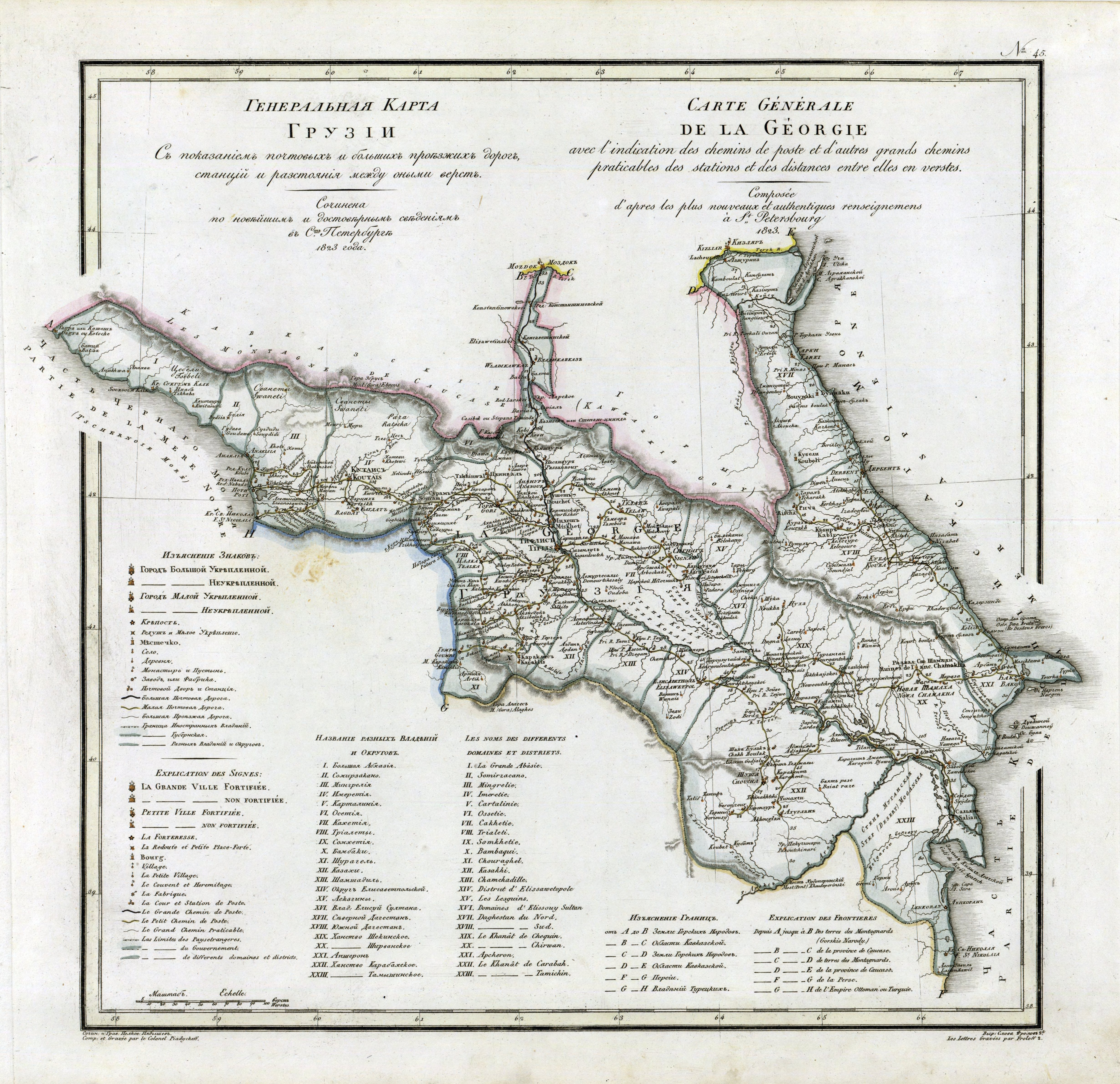
1823年のグルジア県の地図

グルジア県 (グルジアけん、ロシア語: Грузинская губерния、グルジア語: საქართველოს გუბერნია、英語: Georgia Governorate) は、1801年9月から1841年1月までロシア帝国の南カフカースに設置されていた県。1801年9月にカルトリ・カヘティ王国がロシア帝国に併合された後、ロシア皇帝アレクサンドル1世の布告に基づいてグルジア県は設置された。県都はチフリスである。

## 郡
1812年7月に批准されたブカレスト条約によって県域は拡大した。元来は5つの郡に分かれていた。
1. ゴリ郡（ロシア語版）
2. ドゥシェト郡（ロシア語版）（中心地はチフリス）
3. ロリ郡
4. シグナフ郡（ロシア語版）
5. テラフ郡（ロシア語版）

## 廃止
1840年4月10日のロシア皇帝ニコライ1世の勅命によってグルジア県の廃止が承認され、1841年1月1日より発効した。グルジア県はイメレティア州・アルメニア県を廃止・統合する形でグルジノ・イメレチア県へと再編されている。